# Lind (Familienname)
Lind ist ein deutscher Familienname.

## Herkunft und Bedeutung
Lind ist ein Wohnstättenname für Menschen, die an einer Linde wohnen. Es liegt eine Apokope des e vor.

## Namensträger

### A
- Adolf Lind (1894–1966), österreichischer Landwirt und Politiker (NSDAP)
- Adrian Lind (* 1994), deutscher Basketballspieler
- Alexander Lind (* 2002), dänischer Fußballspieler
- Alfred Lind (1879–1959), dänischer Kameramann, Drehbuchautor und Regisseur der Stummfilmzeit
- Alyvia Alyn Lind (* 2007), US-amerikanische Schauspielerin
- Amanda Lind (* 1973), schwedische Autorin, siehe Johanna Nilsson (Autorin)
- Amanda Lind (* 1980), schwedische Politikerin
- Anders Lind (* 1998), dänischer Tischtennisspieler
- Angelita Lind (* 1959), puerto-ricanische Leichtathletin
- Arvi Lind (* 1940), finnischer Nachrichtensprecher

### B
- Bethany Anne Lind (* 1982), US-amerikanische Schauspielerin
- Björn Lind (* 1978), schwedischer Skilangläufer
- Bob Lind (* 1942), US-amerikanischer Folk-Sänger

### C
- Carl Johan Lind (1883–1965), schwedischer Hammerwerfer
- Caroline Lind (* 1982), US-amerikanische Ruderin
- Christian Lind Thomsen (* 1985), dänischer Badmintonspieler
- Christiane Lind (* 1964), deutsche Autorin
- Christina Bennett Lind (* 1983), US-amerikanische Schauspielerin

### D
- Daniel Lind Lagerlöf (1969–2011), schwedischer Regisseur und Filmemacher
- Dennis Lind (* 1993), dänischer Automobilrennfahrer
- Don L. Lind (1930–2022), US-amerikanischer Astronaut

### E
- Eduard Lind (1827–1904), deutsch-österreichischer Maler
- Ekard Lind (* 1945), österreichischer Musiker und Hundetrainer
- Elvira Lind (* 1981), dänische Dokumentarfilmerin und Filmregisseurin
- Emil Lind (Schauspieler) (1872–1948), österreichischer Schauspieler und Theaterregisseur
- Emil Lind (Pfarrer) (1890–1966), deutscher Pfarrer und Schriftsteller
- Emily Alyn Lind (* 2002), US-amerikanische Schauspielerin
- Emma Lind (* 1995), schwedische Fußballspielerin
- Espen Lind (* 1971), norwegischer Sänger und Komponist
- Eva Lind (* 1966), österreichische Sängerin (Sopran) und Fernsehmoderatorin

### F
- Folke Lind (1913–2001), schwedischer Fußballspieler
- Franz Lind (1900–1967), deutscher Bildhauer und Maler

### G
- Georg Lind (Leichtathlet) (1871–1957), russischer Leichtathlet
- Georg Lind (Psychologe) (1947–2021), deutscher Psychologe
- Georg Rudolf Lind (1926–1990), deutscher Romanist
- George Lind (* 1977), US-amerikanischer Pokerspieler
- Georgia Lind (1905–1984), deutsche Schauspielerin
- Gitta Lind (bürgerlich Rita Gracher, 1925–1974), deutsche Schlagersängerin
- Gustav Lind (1856–1903), deutscher Kupfertreiber und Denkmalbauer

### H
- Hasse Pavia Lind (* 1979), dänischer Bogenschütze
- Heather Lind (* 1983), US-amerikanische Schauspielerin
- Heinrich Lind (1878–1941), deutscher Politiker (DNVP, CNBLP)
- Hera Lind (* 1957), deutsche Sängerin, Schriftstellerin und Fernsehmoderatorin

### I
- Ilse Lind (1874–1955), österreichische Schauspielerin

### J
- Jakov Lind (1927–2007), österreichisch-englischer Schriftsteller
- James Lind (1716–1794), britischer Mediziner, Chirurg und Schiffsarzt
- James Lind (Mediziner, 1736) (1736–1812), schottischer Mediziner
- James F. Lind (1900–1975), US-amerikanischer Politiker
- Jenny Lind (1820–1887), schwedische Opernsängerin (Sopran)
- Jens Lind (1874–1939), dänischer Apotheker, Botaniker und Mykologe
- Jessica Lind (* 1988), österreichische Drehbuchautorin und Filmregisseurin
- Joan Lind (1952–2015), US-amerikanische Ruderin
- Johan Lind (Eisschnellläufer) (* 1942), norwegischer Eisschnellläufer
- Johan Lind (Fußballspieler) (* 1974), schwedischer Fußballspieler
- Johan Lind (Skilangläufer) (* 1963), finnischer Skilangläufer
- Johann Georg Lind († 1873), deutscher Politiker
- Johann Heinrich Lind (1819–1873), deutscher Politiker
- John Lind (1854–1930), US-amerikanischer Politiker
- Juha Lind (* 1974), finnischer Eishockeyspieler

### K
- Karl Lind (1831–1901), österreichischer Kunsthistoriker und Denkmalpfleger
- Katharina Lind (* 1936), deutsche Schauspielerin

### L
- Levi Robert Lind (1906–2008), US-amerikanischer Klassischer Philologe
- Lissy Lind (1884–1936), deutsche Schauspielerin
- Lizzy Lind-af-Hageby (1878–1963), schwedisch-britische Autorin, Antivivisektionistin, Pazifistin und Frauenrechtlerin

### M
- Maria Lind (* 1966), schwedische Kunsthistorikerin, Kunstkritikerin, Kuratorin und Museumsdirektorin
- Martin Lind (* 1944), schwedischer Bischof
- Mecka Lind (* 1942), schwedische Kinderbuchautorin
- Meda Chesney-Lind (* 1947), US-amerikanische Soziologin und Kriminologin
- Michael Lind (* 1962), US-amerikanischer Autor
- Mikael Lind (* 1972), schwedischer Eishockeyspieler

### N
- Natalie Alyn Lind (* 1999), US-amerikanische Schauspielerin
- Nathalie Lind (1918–1999), dänische Juristin und Politikerin

### O
- Ove Lind (1926–1991), schwedischer Jazz-Klarinettist

### P
- Perry Lind (1936–2022), US-amerikanischer Jazzmusiker
- Philipp Lind (* 1988), deutscher Schauspieler und Synchronsprecher

### R
- Rainer Lind (* 1954), deutscher Maler, Zeichner und Grafiker
- Robby Lind (1934–2007), deutscher Schlagersänger
- Rosa Lind (1898–1981), deutsche Opernsängerin (Sopran), siehe Rosalind von Schirach

### S
- Samuel C. Lind (1879–1965), US-amerikanischer Chemiker
- Sarah Lind (* 1982), kanadische Schauspielerin und Model
- Sofia Lind (* 1975), schwedische Skilangläuferin

### T
- Traci Lind (* 1968), US-amerikanische Schauspielerin und Produzentin

### U
- Ulrich Lind (* 1942), deutscher Sportschütze

### V
- Vello Lind (1936–2017), estnischer Agronom und Politiker
- Victor Lind (* 2003), dänischer Fußballspieler

### W
- Werner Lind (1950–2014), rumänisch-deutscher Karate-Lehrer
- William Sturgiss Lind (* 1947), US-amerikanischer Militärtheoretiker

### Z
- Zach Lind (* 1976), US-amerikanischer Musiker, siehe Jimmy Eat World